# ЭР6
ЭР6 (Электропоезд Рижский, 6-й тип) — опытный советский электропоезд постоянного тока с рекуперативно-реостатным торможением. Заводское обозначение — 62-21.
Заводские обозначения вагонов:
- моторный промежуточный вагон (Мп) – модель 62-22;
- прицепной головной вагон (Пг) – модель 62-23;
- прицепной промежуточный вагон (Пп) – модель 62-24.

## История создания

### Проектирование и выпуск
Электропоезд ЭР6 был выпущен в единственном экземпляре (ЭР6-001) в 1959 году на Рижском вагоностроительном заводе (латыш. Rīgas Vagonbūves Rūpnīca, RVR), совместно с Рижским электромашиностроительным (латыш. Rīgas Elektromašinbūves Rūpnīca, RER) и московским заводом «Динамо». По конструкции кузовов однотипен с ЭР1, но имеет электрическую схему опытных трёхвагонных электросекций РС (созданы на базе секций С). В связи с этим на нём были применены тяговые двигатели ДК-106А, которые, в отличие от двигателей ДК-106Б (применялись на ЭР1), имеют рабочее напряжение 750 В и допускают более глубокое ослабление магнитного поля.

### Испытания
С завода поступил на пробную эксплуатацию на участок Рига—Огре (Латвийская железная дорога), а затем на экспериментальное кольцо ВНИИЖТа для испытаний. Испытания показали, что на участке длиной 2 км, ЭР6 по сравнению с ЭР1 показывал более высокую среднюю скорость движения (46,4 против 44,4 км/ч), а экономия электроэнергии (за счёт рекуперации) могла составлять от 17 до 35,5 %. При служебном торможении тормозной путь у электропоезда ЭР6 был на 10 % короче.
В целом, электрооборудование в режимах тяги и торможения работало надёжно, однако вопросы защиты электрооборудования от высоких токов коротких замыканий так и не были до конца решены. Помимо этого, было обнаружено, что при отключении тяги, в контактной сети возникали значительные перенапряжения (до 10 кВ). Также возникли проблемы с обеспечением «тёмной» (то есть без искр) коммутации в щёточно-коллекторном узле тяговых двигателей. Был замечен и ряд других недостатков, в том числе и по механической части.

## Общие сведения

### Технические характеристики
Основные параметры опытного электропоезда:
- размеры вагона:
  - длина — 19 600 мм;
  - ширина — 3480 мм;
- мощность ТЭД — 185 кВт;
- ускорение:
  - при пуске — 0,6—0,7 м/с²;
  - при торможении — 0,6—0,7 м/с²;
- конструкционная скорость — 130 км/ч.

Композиция опытного электропоезда — 2Пг+5Мп+3Пп (10 вагонов) — полностью соответствует композиции ЭР1. Вообще электропоезд мог формироваться, как и ЭР1, по формуле (Пг+Мп)+0..3×(Мп+Пп)+(Мп+Пг), то есть сцеплением секций из моторного и прицепного вагонов. Таким образом, также была возможна эксплуатация в композициях:
- 2Пг+4Мп+2Пп (8 вагонов);
- 2Пг+3Мп+1Пп (6 вагонов);
- 2Пг+2Мп (4 вагона).

### Нумерация и маркировка
Система нумерации и маркировки, применённая на поезде серии ЭР6, в целом соответствует принятой для других электропоездов РВЗ (впервые подобная система применена для серии ЭР1). Состав получил номер 001. Как было написано выше, после переоборудования по типу ЭР1 обозначение сменилось на ЭР1/6, а номер (позже) на 01. В итоге маркировка для ЭР1/6 на лобовой части головных вагонов выполнялась в формате ЭР1/6-01 (без указания номера вагона). Дробь выполнялась вертикальной (цифра 6 под цифрой 1 и чертой). Маркировка выполнялась под лобовыми стёклами в центре. Также под лобовыми стёклами в центре (над номером) закреплялся логотип РВЗ того времени (пятиконечная звезда с двумя крыльями по бокам и буквами «РВЗ» сверху).
С 1993 года состав был обозначен как обычный ЭР1 (то есть ЭР1-01). Это могло быть причиной ложной идентификации (состав могли принять за опытный электропоезд ЭР1). Однако, настоящий ЭР1-01 к тому времени был уже списан.
Каждый вагон состава получал свой номер, в котором первые цифры означали номер состава, последние две – номер вагона по комплекту. Точных сведений по нумерации вагонов не обнаружено, но можно предположить, что распределение номеров вагонов, формат и место нанесения полностью соответствовали составам ЭР1 (см. статью ЭР1, раздел «Нумерация и маркировка»).

## Эксплуатация и модификация

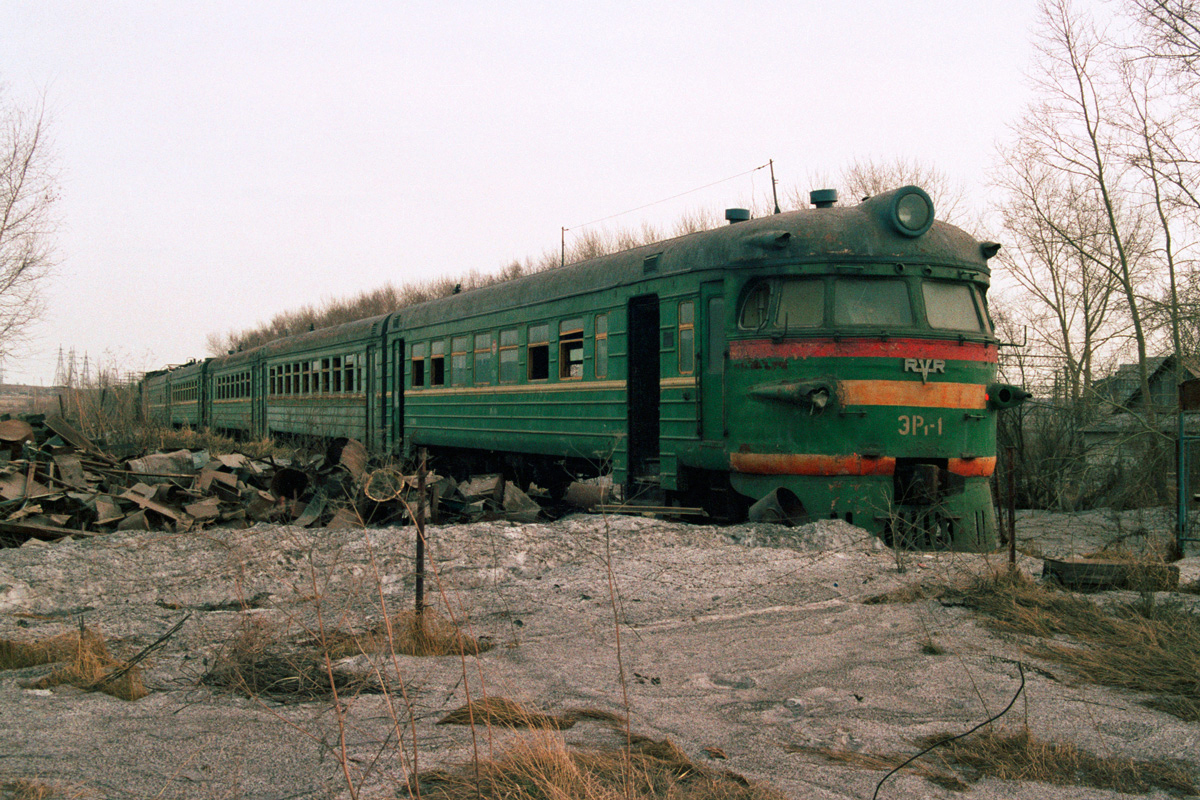
Списанный ЭР1/6-01 с маркировкой ЭР1 на базе запаса Завязовская (Свердловская обл.)

С марта 1960 года электропоезд эксплуатировался в депо Перерва (Московская железная дорога) на участке Москва—Серпухов. Из-за отсутствия ряда запасных частей, ремонт электропоезда вскоре оказался невозможен, поэтому в 1965 году он был направлен на Московский локомотиворемонтный завод (МЛРЗ), где его переоборудовали в электропоезд серии ЭР1. В связи с этим, электропоезд получил новое обозначение серии — ЭР1/6. Позднее (при последующих ремонтах) несколько изменился номер — 01 (вместо 001). В дальнейшем электропоезд продолжал эксплуатироваться на Московской железной дороге, пока в конце 1980-х годов его не перевели на Свердловскую железную дорогу в депо Нижний Тагил.

## Судьба серии
На Свердловской дороге состав эксплуатировался до 1997 года, после чего был списан. По состоянию на начало 2014 года оставался в наличии сгоревший вагон ЭР1/6-0105.